# Anolis capito
Espèce
Synonymes
- Norops capito (Peters, 1863)
- Anolis carneus Cope, 1864
- Anolis longipes Cope, 1893

Anolis capito est une espèce de sauriens de la famille des Dactyloidae.

## Répartition
Cette espèce se rencontre au Panama, au Costa Rica, au Nicaragua, au Honduras, au Belize, au Guatemala et au Mexique au Yucatán et au Tabasco. Sa présence est incertaine au Salvador.

## Publication originale
- Peters, 1863 : Über einige neue Arten der Saurier-Gattung Anolis. Monatsberichte der Königlich preussischen Akademie der Wissenschaften zu Berlin, vol. 1863, p. 135-149 (texte intégral).